# マティアス・ファルク
マティアス・ファルク (Mattias Falck、1991年9月7日 - )、旧姓カールソン（Karlsson） は、スウェーデンの卓球選手。最高世界ランク男子ダブルス1位.男子シングルス7位。世界卓球選手権男子ダブルス金メダル。男子シングルス銀メダル。

## 経歴
2012年のヨーロッパ卓球選手権男子ダブルスではクリスチャン・カールソンとのペアで準優勝。2016年の同大会ではクリスチャン・カールソンとのペアでベスト4、また混合ダブルスではマチルダ・エクホルムとのペアで準優勝を果たした。
自国開催となった2018年の世界選手権ハルムスタッド大会の団体でベスト4に進出し、スウェーデンでは世界選手権大阪大会以来17年ぶりのメダルを獲得。また2019年の世界選手権ブダペスト大会のシングルスでは、シモン・ゴーズィ、安宰賢を破り決勝に進出。決勝では馬龍に1-4で敗れたが、中国人選手以外が決勝に進出するという、2003年の世界選手権パリ大会以来8大会16年ぶりの出来事となった。
現在はドイツ・ブンデスリーガのヴェルダー・ブレーメンでプレーしている。
2018年に結婚し、姓をファルクに改めた。
2021年の世界選手権ヒューストン大会の男子ダブルスで、クリスチャン・カールソンとともに中国の樊振東/王楚欽ペア、梁靖崑/林高遠ペアを破り決勝進出。林鐘勳/張禹珍ペアとの決勝戦を制し世界選手権初優勝。同年のITTF世界ランキングでは、男子ダブルス部門において1位に浮上した。

## プレースタイル
フォアに表ソフトラバー、バックに裏ソフトラバーを使用する異質攻撃型で、両面裏ソフトが主流な卓球界では珍しい戦型である。191cmの長身を活かしたバックハンドドライブは精度が高い。
以前はフォアハンドの技術に課題があったが、2019年世界選手権の頃からはそれも改善され、両ハンドで安定した攻撃ができるようになっている。フォアハンドに使用する表ソフトラバーによる独特の回転量で相手の判断を遅らせてから放つ得意のバックハンドの展開は至極であると言える。2022年世界選手権団体戦の試合をもってテレビ東京のYouTubeチャンネルからチート級と言わしめる精度を持つ。

## 主な成績
2019年
- 世界選手権ブダペスト大会 男子シングルス 準優勝

2021年
- ヨーロッパトップ16 男子シングルス 3位
- 世界選手権ヒューストン大会 男子ダブルス 優勝

## 世界ランキング
|        | 1月 | 2月 | 3月 | 4月 | 5月 | 6月 | 7月 | 8月 | 9月 | 10月 | 11月 | 12月 |
| ------ | --- | --- | --- | --- | --- | --- | --- | --- | --- | ---- | ---- | ---- |
| 2010年 | 361 | 349 | 356 | 362 | 371 | 307 | 304 | 301 | 322 | 303  | 217  | 196  |
| 2011年 | 161 | 140 | 145 | 134 | 134 | 134 | 134 | 140 | 156 | 159  | 167  | 166  |
| 2012年 | 164 | 160 | 154 | 163 | 172 | 172 | 171 | 169 | 175 | 179  | 182  | 181  |
| 2013年 | 183 | 190 | 182 | 183 | 185 | 197 | 217 | 218 | 217 | 211  | 219  | 231  |
| 2014年 | 232 | 263 | 224 | 183 | 180 | 176 | 176 | 175 | 177 | 169  |      | 175  |
| 2015年 | 164 | 146 | 141 | 117 | 125 | 129 | 126 | 115 | 106 | 74   | 53   | 47   |
| 2016年 | 45  | 52  | 43  | 38  | 42  | 41  | 40  | 37  | 35  | 42   | 46   | 28   |
| 2017年 | 29  | 32  | 24  | 25  | 27  | 23  | 24  | 21  | 22  | 28   | 24   | 38   |
| 2018年 | 32  | 36  | 31  | 20  | 20  | 20  | 18  | 29  | 20  | 19   | 12   | 12   |
| 2019年 | 13  | 13  | 15  | 16  | 11  | 9   | 9   | 7   | 9   | 9    | 9    | 9    |
| 2020年 | 8   | 8   |     |     |     |     |     |     |     |      |      |      |